# Ludwig Klages
Ludwig Klages (10 de diciembre de 1872–29 de julio de 1956), nacido en Hannover, estudió química y filosofía, pero es conocido por sus estudios sobre la expresión. Fundó el Seminar für Ausdruckskunde (Seminario para el estudio de la expresión), adentrándose en el estudio de la psicología, iniciando la caracteriología y la expresión en el arte, sobre todo de la expresión a través de la escritura, la grafología.
En filosofía mantiene una concepción metafísica en la que sostiene la "primacía del alma" sobre el espíritu, considerando que los valores de la vida anímica (sentimientos y afectos; mitos y expresiones religiosas y artísticas) están por encima de los valores elaborados por el "espíritu" (conceptos, ideas, teorías científicas y valores objetivos).

## Doctrina de la expresión
Para Klages la expresión es el reflejo más inmediato de la vida anímica. El estudio de las expresiones a través de los gestos, los signos y las manifestaciones culturales, revela el mundo anímico tanto de los individuos como de los grupos y su evolución a lo largo de la historia.
El estudio de la expresión deviene de esta manera en el fundamento del conocimiento del hombre. La ciencia de la expresión fundamenta el conocimiento del carácter; la base de la caracteriología.
Los elementos que constituyen el carácter son los impulsos que se conforman según determinadas estructuras: el temperamento, la afectividad y la acción mediante la cual se exteriorizan.
En estas estructuras los impulsos se conjugan unos con otros así como se oponen y neutralizan, lo que dan lugar a diversos tipos de carácter que estudia la caracteriología.

## Primacía de lo anímico

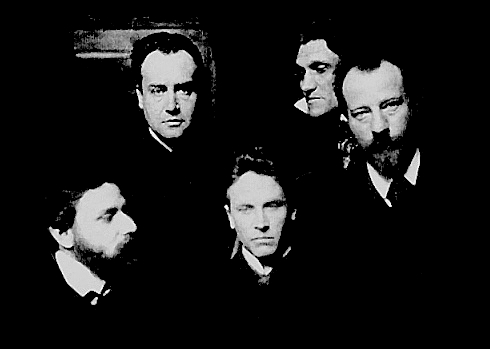
Karl Wolfskehl, Alfred Schuler, Ludwig Klages, Stefan George y Albert Verwey (alrededor de 1900).

Considera que existe una oposición irreconciliable entre lo anímico y lo espiritual; Klages se inclina por la supremacía de lo anímico.
Conforme al pensamiento de Nietzsche, y la influencia de las aportaciones antropológicas de Johann Jakob Bachofen considera como expresión del espíritu lo racional, la lógica, lo objetivo, caracterizado como lo "impersonal", lo "trascendente" que, en definitiva, condiciona, limita, incluso destruye la capacidad creadora del alma.
El alma es la dimensión que se encuentra ligada directamente con la fuerza creadora de la Vida y la Naturaleza en donde se generan los símbolos, los mitos en donde se expresan los enigmas que el espíritu pretende deshacer y conjurar.
Siguiendo el pensamiento de Nietzsche, el alma representa lo dionisíaco, lo vital, lo dinámico. El espíritu por el contrario mediante lo racional y lo objetivo conduce a la rigidez de lo cadavérico y mecánico. Mediante los conceptos se destruye el mundo de los mitos y de las imágenes de la expresión que es algo fluido y vital.
El espíritu juzga; la vida vive. El espíritu aprehende el ser; la vida vive el acontecer. El ser es pensable, pero no puede ser vivido; el acontecer es vivible, pero no puede ser concebido.
Para Klages la "historia" está conduciendo hacia la victoria del espíritu contra la vida que, de esta forma, quedará aniquilada. Y eso será así porque no hay posibilidad de coordinación entre lo que es la vivencia y su realidad cuando se interpone el proceso de abstracción racional que se constituye como objeto.

## Obras
- Stephan George, 1902
- Die Probleme der Graphologie, 1910
- Prinzipien der Charakteriologie, 1910 (Trad. española: Los fundamentos de la caracteriología. 1953. B. Aires. Paidós)
- Ausdrucksbewegung und Gestaltungskraft, 1913. (Movimiento expresivo y fuerza creadora)
- Handschrift und Charakter, 1916. (Trad. española: Escritura y carácter. 1954)
- Mens und Erde. 1920. (Hombre y tierra)
- Vom Wesen des Bewusstseins, 1921. (De la naturaleza de la conciencia)
- Vom kosmogonischen Eros, 1922. (Del eros cosmogónico)
- Einführung in die Psychologie der Handschrift, 1924. (Introducción a la psicología de la escritura)
- Die psychologischen Errungenschaften Niertzsches, 1926. (Los descubrimientos psicológicos de Nietzsche)
- Zur Ausdruckslehre und Charakterkunde. Gesammelte Abhandlungen, 1927. (Para la teoría de la expresión y la caracteriología)
- Der Geist als Widersacher der Seele, 3 vols. 1929-1932. (El espíritu como adversario del alma)
- Graphologie, 1932
- Vom Wesen des Rhytmus, 1934. (De la naturaleza del ritmo)
- Der Mensch und das Leben, 1937. (El hombre y la vida)
- Ursprünge der Seelenforschung, 1942. (Orígenes de la investigación del alma)
- Rythmen und Runen, 1944
- Die Sprache als Quelle der Seelenkunde, 1948. (El lenguaje como fuente de conocimiento del alma)